# Копршива, Франтишек
Франтишек Копршива (чеш. František Kopřiva, 30 июля 1892 — ?) — чешский борец греко-римского стиля, участник Олимпийских игр (1912, 1920), бронзовый призёр чемпионата мира (1913).

## Биография
Родился в 1892 году в Праге. В 1912 году принял участие в соревнованиях по борьбе на Олимпийских играх в Стокгольме, выступая под флагом Богемии (до Первой мировой войны спортсмены представляли на Олимпийских играх не государства, а нации, поэтому отдельные народы Австро-Венгрии могли выступать отдельными командами), но наград не завоевал. В 1913 году стал бронзовым призёром чемпионата мира.
В 1920 году, представляя уже независимую Чехословакию, принял участие в Олимпийских играх в Антверпене, но опять неудачно.